# Kærlighed på flugt
Kærlighed på flugt (originaltitel L'amour en fuite) er en fransk film fra 1979 af François Truffaut.
Antoine (Jean-Pierre Léaud) snyder på sin kone Christine (Claude Jade), som vi kender fra Stjålne kys og Elsker... elsker ikke med sin ven Liliane. De to skiltes, men de forbliver venner. Christine er fortsat violinlærer, men hun arbejder også som illustrator. Antoine udgiver sin selvbiografiske roman. Antoine bliver forelsket i Sabine, en sælger af plader. Når Antoine bringer sin søn Alphonse til togstationen, ser han sin barndomsvender Colette (Marie-France Pisier). Han går på sit tog. Colette kritiserer Antoines selvbiografiske roman. Senere mødes Christine og Colette, og de to kvinder husker deres versioner af fortiden med Antoine.

## Medvirkende
- Jean-Pierre Léaud – Antoine Doinel
- Claude Jade – Christine Doinel
- Marie-France Pisier – Colette
- Dorothée – Sabine
- Dani – Liliane
- Daniel Mesguich – Xavier